# Centrale René-Lévesque
Pour les articles homonymes, voir René Lévesque (homonymie) et Lévesque.
La centrale René-Lévesque est une centrale hydroélectrique de la société Hydro-Québec, située sur la rivière Manicouagan, à Rivière-aux-Outardes, sur la Côte-Nord, au Québec.
Cette centrale, d'une puissance installée de 1 244 MW, a été mise en service en 1975 dans le cadre du projet Manic-Outardes.  La centrale est souterraine.  Elle est alimentée par le réservoir Manic 3. L'aménagement dont fait partie la centrale René-Lévesque comprend aussi le barrage Manic-3 et un évacuateur de crues.

## Histoire
Les travaux de construction ont eu lieu de 1970 à 1976. Le rapport annuel 1975 d'Hydro-Québec indique que les travaux de construction du barrage principal se sont échelonnés du 8 avril 1971 au 8 septembre 1975. Le premier groupe de la centrale a démarré le 10 décembre, avec 5 jours d'avance sur l'échéancier prévu. Lors de sa mise en service, la production prévue de la centrale, d'une puissance initiale de 1 183 MW, s'établissait à 5,4 TWh par année.
La centrale, autrefois connue elle aussi sous le nom de Manic-3, a été renommée le 22 juin 2010 en l'honneur de René Lévesque (1922-1987), qui était ministre des Ressources hydrauliques lors du lancement du projet Manic-Outardes et qui a occupé le poste de premier ministre du Québec de 1976 à 1985,.

### Modernisation
En 2006, Hydro-Québec indique son intention de reconstruire les six groupes de la centrale. La société d'État explique qu'elle est devenue une sorte de goulot d'étranglement sur la rivière Manicouagan, empêchant l'exploitation optimale des centrales Manic-5 et Manic-5-PA situées en amont lors des périodes de pointe, Manic-3 n'étant pas en mesure de turbiner tout le débit disponible. Les premières estimations évoquaient une augmentation de puissance entre 200 et 400 mégawatts. En 2009, le Plan stratégique 2009-2013 de la société d'État parle plutôt d'une augmentation de puissance de 210 mégawatts et d'une mise en service prévue après 2015.